# Дикий, Владимир Петрович
Владимир Петрович Дикий (15 февраля 1962, Червоноград, Львовская область — 28 июля 2021, Луцк) — советский и украинский футболист и тренер. Мастер спорта (1982).
Известен по выступлениям за «Волынь» (Луцк), работал тренером в этом клубе.

## Карьера
- Карпаты (Львов) (1979—1981; высшая лига — 27 игр, первая лига — 61 игра, 10 голов)
- Металлист (Харьков) (1982; высшая лига — 6 игр, 2 гола)
- СКА «Карпаты» (1983—1985; первая лига — 74 игры, 10 голов)
- Нива (Тернополь) (1985; вторая лига — 19 игр, 1 гол)
- Нефтяник (Ахтырка) (1986; вторая лига — 9 игр)
- Волынь (Луцк) (1988—1996; вторая лига — 165 игр, 62 гола; высшая лига Украины — 119 игр, 22 гола)
- Верес (Ровно) (1996—1997; первая лига Украины — 36 игр, 1 гол).

В Кубке Украины — 17 игр, 5 голов (в «Вересе» — 2 игры).
Играл в юношеской сборной СССР (международный турнир «Дружба», 1979 — 5 игр, 1 гол, турнир УЕФА, 1980 — 2 игры).
Один из лучших бомбардиров «Волыни» за всю историю команды — 91 гол во всех турнирах. Рекордсмен «Волыни» за один сезон — 22 гола (1989).
Некоторое время работал тренером в ДЮФШ «Волынь» (Луцк). Летом 2013 года вошёл в тренерский штаб главного тренера лучан Виталия Кварцяного.